# Levente Schultz
Levente Schultz (* 22. März 1977 in Szeged) ist ein ehemaliger ungarischer Fußballspieler, der mittlerweile als Spielerberater tätig ist.

## Karriere
2007 wechselte er in die deutsche Regionalliga zum Wacker Burghausen, bei dem er bis 2009 insgesamt 50 Einsätze in der Regionalliga Süd und in der Dritten Liga hatte. 2009 ging er zurück nach Ungarn zum Zalaegerszegi TE. Zur Saison 2010/11 Pécsi MFC, mit dem er 2011 in die erste ungarische Liga aufstieg. Zum Jahresanfang 2012 verließ er den  Pécsi MFC. Im Jahr 2012 spielte er bei den beiden burgenländischen Amateurvereinen SV Rohrbach und ASK Oberpetersdorf, ehe er vereinslos wurde und seine Karriere in weiterer Folge ab März 2013 beim Dorogi FC in seiner Heimat ausklingen ließ. Dort beendete er in der Winterpause 2015/16 seine aktive Karriere.